# Karakószörcsök
Karakószörcsök je obec v Maďarsku v župě Veszprém, spadající pod okres Devecser. Nachází se asi 9 km východně od Jánosházy, 13 km západně od Devecseru, 17 km severně od Sümegu, 24 km západně od Ajky a 27 km jihozápadně od Pápy. V roce 2015 zde žilo 273 obyvatel, z nichž jsou 84,4 % Maďaři.
Karakószörcsök leží na silnici 8414. Je přímo silničně spojen s obcemi Apácatorna, Karakó, Kamond, Kerta, Kisberzseny a Tüskevár. Obcí protéká potok Hunyor, který se vlévá do řeky Marcal.
V obci se nacházejí dva kostely, z nichž je jeden evangelický a jeden katolický.